# Bartonella henselae
Bartonella henselae — мелкая грамотрицательная бактерия — отличается выраженным полиморфизмом, медленным ростом на специальных избирательных питательных средах. Идентифицировано 2 генотипа бартонеллы, но зависимость между генотипом и клиническим течением болезни не установлена. Паразитирует у кошек, собак, грызунов, обезьян. Не выдерживает нагревания, но хорошо сохраняется при низких температурах.